# Final Cut Studio
Final Cut Studio（ファイナル・カット・スタジオ）は、Appleが2005年から2011年にかけて販売していたプロ向けのソフトウェアスイートのひとつで、ノンリニアビデオ編集を中心としたmacOS向けのソフト群である。Final Cut Pro、LiveType、Compressor、Cinema Tools、Motion、DVD Studio Pro、Soundtrack Pro、Color等を含む製品パッケージであった。
2017年2月現在、同様の製品として、Final Cut Pro X, Logic Pro X, Motion 5, Compressor 4, MainStage 3をセットにした教育機関向けPro Appバンドルが販売されている。

## 概要
今までバラバラに販売していたAppleが所有する映像クリエーター向けのソフトウェアを統合し、リーズナブルな値段を設定、2005年に発売。
2007年には多くのソフトのメジャーバージョンアップと新しくColorをバンドルし、バージョン2を発売した。Final Cut Proを中心とし、一連のソフトウェア群は密接に連携されており、中間レンダリングをほとんど介さないスムーズなワークフローを実現する。また、映像のフォーマットに問わずに作業できる利点を持つ。例えばひとつのシーケンス上に異なるフォーマットの映像を並べてリアルタイム編集が行える。加えてCinema Toolsなど、従来のフィルムをサポートするなど、心強い機能がスイート全体を通して見受けられる。

## ソフトウェア
- Final Cut Pro 7 - 映像編集ソフト。フォーマットを問わずタイムラインを編集できる。
- Motion 4 - モーショングラフィック作成・映像合成ソフト。直感的な操作、リアルタイム性を重視した設計になっている。
- Soundtrack Pro 3 - レコーディング/ミキシングソフト。サラウンドミキシングに対応し、台詞レコーディング機能やサウンドループを使用した簡易作曲ソフトといった面も持ち合わせる。
- DVD Studio Pro 4 - DVDオーサリングソフト。自由度の高いDVDを比較的直感的なインターフェイスで実現する。
- Color - 色調補正ツール。3ウェイ色調補正に加え、ロトスコープやモーショントラッキングによる範囲選択などの高性能な機能を持ち合わせる。
- Compressor 3.5 - エンコーダーソフト。高画質な映像エンコーダーで、HD映像からiPodサイズの映像まで出力する。

- LiveType 2 - （テキスト）ロゴアニメーションソフト。シンプルかつ、自由度の高いテキストアニメーションを素早く作成できる。
- Cinema Tools 3.5 - 映像管理用データベース。特にフィルム制作者を意識した作りになっており、編集履歴やフィルムデータをもとにデータを表示したりXMLとして書き出す機能を持つ。
- Apple Qmaster 3 - 負荷分散プログラム。レンダリング時間やエンコード時間短縮のためのネットワーク分散処理を提供する。After EffectsやMayaなどにも応用可能で、レンダリング時間を削減することができる。

## 参考
1. ↑  教育機関向けPro Appバンドル